# Rachael Lynch
Rachael Anne Lynch (Melbourne, 2 de julio de 1986) es una exjugadora australiana de hockey sobre césped.

## Trayectoria
Lynch debutó con la selección australiana en 2006. Con su selección disputó los Juegos Olímpicos de Río 2016 y Tokio 2020. Lynch es la arquera con más partidos jugados para los hockeyroos. En 2019 fue elegida mejor arquera del mundo por la FIH.